# Alice Barnole
Alice Barnole, née à Prades en 1986, est une actrice et réalisatrice française.

## Biographie

### Formation
Fille d'une assistante maternelle, elle effectue d'abord des études littéraires avec option théâtre, à Montluçon. En 2003, elle suit des cours de théâtre dans la compagnie Euphoric Mouvance dirigée par Bruno Bonjean. Après un stage de Commedia dell'arte avec Carlo Boso, elle devient élève à l'école de théâtre Les Enfants terribles (2005-2007) dirigé par Jean-Bernard Feitussi et au Studio de l'Aigle (2007-2009) dirigé par Antonio Ferreira où elle suit une master class avec le coach et producteur Bernard Hiller ,.
En 2014, elle suit un stage de doublage/voix-off à l'Institut des Métiers du Doublage et de l'Audiovisuel. En 2017 elle intègre la formation "Pratique de la réalisation documentaire" des Ateliers Varan, sous la direction de Marie-Claude Treillou et Jean-Noël Cristiani, où elle suit les classes d'Alice Diop, Jean-Louis Comolli, Abbas Fahdel…

### Festivals
En février 2012, aux côtés de Jean-Pierre Mocky, Hervé Hadmar, Jean-François Boyer, Bertrand Burgalat et Christophe Julien, elle fait partie du jury du quatorzième Festival des créations télévisuelles de Luchon, présidé par Arielle Dombasle.
En mai 2012, elle préside le festival Les Toiles Contemporaines du Puy-en-Velay.
En février 2016, elle est membre du jury du concours de courts-métrages de la sixième édition de la Semaine du Cinéma - BdA Sciences Po, présidé par Caroline Champetier, aux côtés de Diana Galban, Nicolas Pariser et Xavier Lardoux.

## Filmographie

### Actrice
- 2011 : L'Apollonide : Souvenirs de la maison close de Bertrand Bonello :  Madeleine, « la Juive », « la femme qui rit », « le monstre »
- 2012 : Renoir de Gilles Bourdos : la fille au cabaret
- 2013 : Nos héros sont morts ce soir de David Perrault : Anna
- 2014 : Saint Laurent de Bertrand Bonello : Madeleine
- 2016 : Un couple, court-métrage de David Steiner[6],[7] : Anaïs
- 2016 : Je les aime tous, court-métrage de Guillaume Kozakiewiez[8] (sélection officielle Courts Métrages César 2018[9]) : Leonore, la fille
- 2017 : Lovedoll, court-métrage de Louise Pagès[10] : Claire
- 2019 : Grâces, court-métrage de Nicolas Wozniak[11] (sélection au festival Côté Court 2020[12]) : Annabelle
- 2019 : La nuit m'appelle (The Nights Alone[13]), court-métrage d'Olivier Strauss[14] (mention spéciale du jury dans la catégorie Best Midnight Short du Palm Springs International Film Festival 2020[15]) : Graziella
- 2020 : Summertime, court-métrage d'Andra Tevy[16] : la mère de famille
- 2020 : Le bal des folles, de Mélanie Laurent[17] : Henriette
- 2024 : La Bête, de Bertrand Bonello[18]
- 2024 : Madame Rodin ou L'Âge mur, de Lana Cheramy (Prix du Jury au 21e Festival du Cinéma de Brive[19]): Camille Claudel[20]

### Réalisatrice
- 2017 : God Bless Claude François, court-métrage[21]

## Théâtre
- 2003 - 2005 : création et représentation de L'Éveil du printemps de Frank Wedekind

## Radio
- 2018 : Chroniques "Le moment de solitude d'Alice Barnole", dans "Les Chroniques de Chaos"[22],[23],[24],[25],[26],[27],[28] sur Radio Néo

## Voix
- 2020 : "La saveur des anges Extrait 1 - Isabelle Sezionale" (voix off)[29]
- 2014 : Ambiance "Summer in February" (doublage)
- 2014 : "Appartonautes, trouveur d'appartements" (voix off)

## Distinctions

### Récompenses
- 2022 : Prix de la meilleure actrice pour son rôle dans le court-métrage français Summer time d’Andra Tévy au Rabat-Comedy International Film Festival
- 2013 : Meilleure actrice "pas assez vue" en 2012 aux prix "Mague de la culture"[30]
- 2012 : Prix Lumière du Meilleur Espoir Féminin pour son rôle de Madeleine dans L'Apollonide : Souvenirs de la maison close
- 2012 : Meilleure révélation féminine aux prix "Mague de la culture"[31]

### Nominations et sélections
- 2018 : Les Rencontres Ad Hoc[32] - Mirabel-et-Blacons, God Bless Claude François, sélection [33]
- Césars 2012 : César du meilleur espoir féminin pour L'Apollonide : Souvenirs de la maison close